# Botryobasidium sphaericosporum
Botryobasidium sphaericosporum är en svampart som beskrevs av Boidin, Cand. & Lanq. 1989. Botryobasidium sphaericosporum ingår i släktet Botryobasidium och familjen Botryobasidiaceae.   Inga underarter finns listade i Catalogue of Life.